# قهل

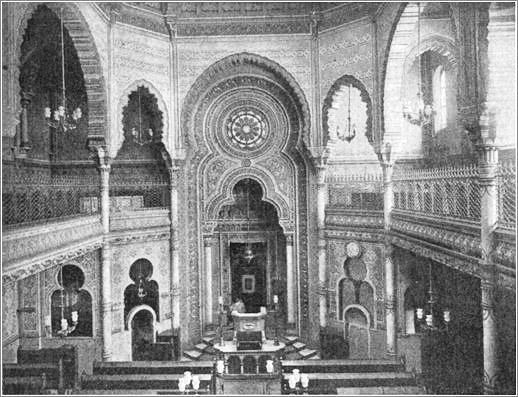

 قهل (بالعبرية: קהל‏) كان الهيكل التنظيمي الثيوقراطي في مجتمع إسرائيل القديمة وفقا للمخطوطات الماسورتيه من الكتاب المقدس. في القرون اللاحقة،  قهل  كان اسم حكومات الحكم الذاتي في الجاليات اليهودية في أوروبا الشرقية.

## أصل الكلمة ومعناها
في العبرية كلمة  قهل ، هي وثيقة اشتقاقي العلاقة بين كلمة  سفر الجامعة ، ويأتي من جذر الكلمة من  استدعاؤهم [الجماعة] ; في العربية وما شابه ذلك،  قلعة ، يعني  أن يتكلم .
حيث تستخدم المخطوطات الماسورتيه مصطلح  قهل ، أما السبعونية عادة ما تستخدم مصطلح إكلسا  اليوناني , الأمر الذي يعني  مجموعة استدعاء  (ويعني حرفيا  هم الذين يطلق عليهم ذلك الاسم ). ومع ذلك، في جزء معين من قانون بريسلي السبعينية بدلا من ذلك تستخدم مصطلح  سيناجوجن نيوماركت هو الشارع والمنطقة التاريخية في الربع مبنى من مدينة زيوريخ في سويسرا. , حرفيا يعني  التجمع , حيث تستخدم المخطوطات الماسورتيه لفظة  قهل .